# Arthur Sperry Pearse
Arthur Sperry Pearse (1877 - 1956) fue un zoólogo, botánico, algólogo, y ecólogo estadounidense. Nació en una Reservación Indígena Pawnee, donde sus padres tenían un puesto de comercio. Obtuvo su B.A. en la Universidad de Nebraska, en 1900, y su M.A., en 1904. Luego completó su doctorado en Harvard, en 1908. Además, en 1942, recibió un Doctorado en Derecho honorario, por la Universidad de Nebraska.
Desde 1927, fue profesor de Zoología en la Universidad Duke, hasta su jubilación en 1948. Pearse desempeñó un papel fundamental en la creación del Laboratorio de Biología Marina en Beaufort, Carolina del Norte, y se desempeñó como su primer director, desde 1938 hasta 1945.
Realizó una exhaustiva investigación acerca de la flora de Belice. Obtuvo su doctorado en la Universidad de Misuri y fue investigador del "Missouri Botanical Garden", St. Louis.
Realizó extensas exploraciones botánicas en México, (península de Yucatán); Panamá; Belice; Guatemala; colectando y preservando especímenes en toda Centroamérica, y Colombia, Perú, Ecuador, Arabia Saudí. Mucha de su colección se hospeda en el Jardín Botánico de Misuri.

## Algunas publicaciones

### Libros
- arthur Sperry Pearse. 1952. Adventure trying to be a zoologist. 68 pp.

- ---------------------------. 1950. The emigrations of animals from the sea. Editor Sherwood Press, 210 pp.

- ---------------------------, Alfredo Barrera Vásquez. 1945. La fauna. 271 pp.

- ---------------------------. 1942. Introduction to parasitology. Editor C. C. Thomas, 357 pp.

- ---------------------------. 1939. Animal ecology. McGraw-Hill publications in the zoological sciences. 2.ª edición de McGraw-Hill book Co. Inc. 642 pp.

- ---------------------------, Edwin Phillip Creaser, Frank Gregory Hall, Carl Leavitt Hubbs. 1936. The cenotes of Yucatan: a zoological and hydrographic survey. Volumen 457 de Publications, Editor	Carnegie Institution of Washington, 304 pp.

- ---------------------------. 1930. Environment and life. Nature books. Edición reimpresa de C.C. Thomas, 105 pp.

- ---------------------------, Frank Gregory Hall. 1928. Homoiothermism: the origin of warm-blooded vertebrates. Editor J. Wiley, 119 pp.

- ---------------------------. 1921. Distribution and food of the fishes of Green Lake, Wis., in summer. Número 906. Editor Gov. Prtg. Off. 19 pp.

- ---------------------------, Henriette Achtenberg. 1920. Habits of yellow perch in Wisconsin lakes. Volúmenes 876-887. Número 885 de Document (United States. Bureau of Fisheries) 136 pp.

- ---------------------------. 1918. The food of the shore fishes of certain Wisconsin lakes. Número 856. Editor Govt. print. off. 46 pp.

- ---------------------------. 1917. General zoology. Editor H. Holt and Co. 366 pp.

- ---------------------------. 1910. The crawfishes of Michigan. Volumen 1 de Publication (Michigan. Geological Survey): Biological series, Michigan. Geological and Biological Survey. Editor Wynkoop Hallenbeck Crawford co., state printers, 95 ppl.

## Honores

### Epónimos
- (Iridaceae) Crocosmia pearsei Oberm.[2]
- La abreviatura «Pearse» se emplea para indicar a Arthur Sperry Pearse como autoridad en la descripción y clasificación científica de los vegetales.[3]